# Nikolay Abramov
Nikolay Ivanovich Abramov (Kotelniki, 5 de janeiro de 1950 - 6 de agosto de 2005) foi um futebolista soviético, que atuava como defensor.

## Carreira
Nikolay Abramov fez parte do elenco da Seleção Soviética de Futebol, da Euro de 1972.